# سيريما
Sirima (سيريما) (14 فبراير 1964- 7 ديسمبر 1989) كانت مغنيَة غنَت باللغتان الإنجليزية والفرنسية, كانت معروفة بشكل عام بسبب أغنيتها الثنائية "Là-bas", التي سجلت عام 1987 مع جان جاك جولدمان وكان الأغنية ثاني أشهر أغنية في فرنسا.
ولدت في آيزلوورث في مقاطعة ميدلسيكس, لأم فرنسية وأب سريلانكي. تم قتلها على يد رفيقتها كاهارتا ساسوريث، التي طعنتها بعد ثلاث أسابيع من إطلاق ألبومها "A Part of Me".
حسب تقارير إعلاميَة قضت كاهارتا ساسوريث أربع سنوات فقط في السجن.
كانت سيريما أماً لطفل اسمه كيم.

## وصلات خارجية
- سيريما على موقع IMDb (الإنجليزية)
- سيريما على موقع ميوزك برينز (الإنجليزية)
- سيريما على موقع أول ميوزيك (الإنجليزية)
- سيريما على موقع ديسكوغز (الإنجليزية)

1. ↑  "Chart I.9. First time applicants to the Worker Registration Scheme, United Kingdom, May 2004 to December 2008". dx.doi.org. مؤرشف من الأصل في 2020-02-17. اطلع عليه بتاريخ 2019-11-15.
2. ↑  Jouffa، Yves؛ Ruby، Christian (1988). "Le Code de la Nationalité : un débat sous influence ? Interview d'Yves Jouffa". Raison présente. ج. 86 ع. 1: 5–10. DOI:10.3406/raipr.1988.2669. ISSN:0033-9075. مؤرشف من الأصل في 2019-12-08. {{استشهاد بدورية محكمة}}: |archive-date= / |archive-url= timestamp mismatch (مساعدة)